# 死亡日记 (2007年电影)
《活屍日記》（英語：Diary of the Dead）是一部2007年美國喪屍恐怖片，由喬治·安德魯·羅梅羅執導兼編劇。

## 剧情
电影从一个新闻摄影师和记者的镜头开始，他记录了一个移民的人，在自杀之前，杀害了他的妻子和儿子的故事。儿子和妻子变成僵尸，杀死几个医务人员和警察，但仍留有一个军医和被杀害之前被咬伤了的记者。叙述者，黛布拉，解释大部分的镜头从未播出，但这些都被摄影师一一记录了下来。
一群年轻的匹兹堡大学电影专业学生和他们的指导老师安德鲁•麦克斯韦在树林里制作的恐怖片，就在这时他们听到了一个大规模屠杀的消息。两个学生，雷德利和弗朗辛决定离开该团队，而该项目总杰森决定去看望女友黛布拉（解说员）。黛布拉联系不上她的家人，他们决定前往黛布拉父母在宾夕法尼亚州斯克兰顿的房子。途中，玛丽受到了复活的公路巡警和三个僵尸的攻击，整个队伍停了下来，玛丽试图自杀但是没有成功。她的朋友把她送到医院，在那里他们发现尸体都变成了僵尸，他们在前往黛布拉的父母的路上不断受到僵尸的攻击。玛丽最后变成了僵尸死于麦克斯韦之手。后来戈多被僵尸咬伤。他的女友崔西乞求别人不要立即枪毙他，但最后还是不得不自己下手。在逃跑的过程中，没过多久他们的汽车就没有燃料了，他们不得不下车。他们被僵尸攻击，而崔西在一名聋哑人塞缪尔的帮助下修好的车。逃离之前，萨穆埃尔被咬伤，并用镰刀杀死了自己和攻击者。
在经过一个城市的时候他们被幸存的武装军团拦了下来，领头的是一名国民警卫队成员。也就是在这时，黛布拉收到来自她的弟弟的信息，信息中说他和他们的父母都在攻击刚开始的时候被困在了西弗吉尼亚州，现在在回家的路上。学生们随后了离开黛布拉的房子，唯一可靠的信息来源现在只有互联网上的博客。当他们抵达黛布拉的房子时，他们发现她复活的母亲和弟弟正在吃她的父亲。他们逃离房子时被不同的国民警卫队抢劫一空，只留下了他们的武器。他们到达雷德利的别墅，雷德利向他们解释说，他的父母、仆人和弗朗辛都被已经僵尸杀害了。然后他囚禁了黛布拉和托尼，暴露了自己也是僵尸。他杀死了艾略特，攻击崔西和杰森。 杰森想办法分散了雷德利的注意力，让崔西能够逃脱。崔西把小组留在了组的房车里。除了杰森剩下的幸存者都隐藏到了房子内封闭住，杰森离开了队伍在继续拍摄。于是，他被雷德利攻击和感染了。麦克斯韦用古董刀剑杀死了雷德利与，黛布拉杀死了杰森，并继续拍摄。然而，大量的僵尸开始攻击的别墅，迫使幸存者暂避别墅的密室。

## 演员
- 肖恩·罗伯茨 饰演 托尼·拉维罗
- 约书亚·克洛斯 饰演 杰森·卡里德
- 蜜雪兒·摩根 饰演 黛布拉·莫伊尼汉
- 喬·迪尼庫 饰演 艾略特
- 斯科特·温特沃斯 饰演 安德鲁·麦克斯韦
- 菲利普·里奇奥 饰演 雷德利·维尔莫特
- 乔治·巴薩 饰演 骑自行车的人
- 艾米拉·隆德 饰演 特雷西·瑟曼
- 塔蒂亚娜·瑪斯蘭尼 饰演 玛丽·德克斯特[2]
- R·D·里德 饰演 阿米什农民

## 重建死亡集中营
这部电影是罗梅罗死亡系列的第五电影，也有一些显着的参考前面罗梅罗电影的迹象，因为在从1968年的《活死人之夜》的跟踪消息用在Ben的车库的场景转换；但电影不是任何罗梅罗电影的直接续作：根据罗梅罗，这部电影是“一个全新的故事”，相当于“活死人之夜”的番外篇，两者是同一时间发生的。虽然第四部电影《黄泉》通过环球影城制片厂出品，《死亡日记》却是由罗梅罗-格伦沃尔德制作的，由罗梅罗和他的制片人朋友彼得格伦沃尔德，与Artfire电影制作公司共同制作完成。

## 制作
罗梅罗签署了一项写作和导演协议后，在2006年8月宣布该片，并于2006年10月19日开始了它在多伦多四个星期的拍摄。
罗梅罗也广泛的使用了电脑制作画面，这使他能够迅速拍摄和添加效果。此外，这部电影的风格仿佛是手持相机拍的，与他常用的方法分个股迥然不同，之前的电影里往往会出现多种拍摄角度和装配场景编辑室的转变。而在这部电影里，相反，罗梅罗拍摄了许多慢动作，持续以：“360摄像头，所以大家是一个杂技演员，当相机经过你的时候回避镜头”罗梅罗说。 “演员是伟大的，他们有很多的舞台经验。我认为他们本来可以用一个镜头从最开始场景一直演到电影结束时。”

## DVD和蓝光版本
温斯坦公司和Genius娱乐已于2008年5月20日公布该篇的DVD。该DVD还包括了长篇纪录片、音频解说、删剪片段、幕后花絮，以及MySpace比赛的五个短片等。温斯坦公司发布新的授权版本的同天发布了《活死人之夜》的DVD。
2008年6月29日这部电影的单盘、双碟片和蓝光版本发行。双盘和蓝光盘均包含英国的Frightfest 08独家专访，和一个纪录片名为One for the Fire - 活死人之夜的番外。双盘版是发布限量的，编号钢铁书包装和在线零售商Play.com还有独家版书套。2008年10月21日，蓝光版本在美国推出。

## 评价
乔治•罗梅罗因为《死亡日记》夺得2008年评论奖。这部电影褒贬不一，以积极的评价。一位评论家承认，罗梅罗依然是流派的主宰者，而这部电影和罗梅罗以前的五部作品一样非常精彩，而且它也保留了社会对罗梅罗评论，其中包括美国新发现的对信息和社区的依赖。该片目前最新的投资评级有62％的烂番茄。